# Zlatibor
Zlatibor (em cirílico: Златибор) é uma vila da Sérvia localizada no município de Čajetina, pertencente ao distrito de Zlatibor, na região de Stari Vlah. A sua população era de 2921 habitantes segundo o censo de 2011.

## Demografia
| 1948 | 1953 | 1961 | 1971 | 1981 | 1991 | 2002 | 2011 |
| ---- | ---- | ---- | ---- | ---- | ---- | ---- | ---- |
| 115  | 362  | 357  | 834  | 1237 | 1684 | 2344 | 2921 |

## Turismo
A cerca de 230km da capital de Belgrado, o turismo em Zlatibor iniciou no dia em que o rei Aleksandar Obrenović visitou a cidade.
Atualmente, a cidade conta com uma grande estrutura de hotéis, resorts e estação de Ski, além disso, alem dos atrativos locais, a cidade serve como base para conhecer o Tara National Park.
Os principais atrativos da cidade de Zlatibor são:
- Gold Gondola - a Gold Gondola é o teleférico panorâmico que possui maior comprimento do mundo, ele leva o turista do centro da cidade de Zlatibor até o topo da montanha no Tornik Ski Resort, ao longo do percurso passa por montanhas e pelo lago Ribničko.
- Centro da cidade - é um passeio obrigatório pra quem decide visitar essa pequena cidade nas montanhas da Sérvia, a cidade possui um enorme lago artificial e inumeros restaurantes, bares e cafés espalhados.
- Tara National Park - E pra quem ama natureza, o Tara é sem dúvidas outra parada obrigatório pra quem está em Zlatibor, localizado nos Alpes Dináricos e uma área de 183 km², é nele que fica o Banjska Stena, um famoso viewpoint com uma visão panoramica do Rio Drina, o lago Perućac e as famosas montanhas da Bósnia e Herzegovina.
- Drvengrad - A vila de Drvengrad serviu como set de filmagem do filme "Life is a Miracle", dirigido por Emir Kusturica, hoje permanece aberta ao público para visitação, possui todo o set de filmagens e alguns cafés para aproveitar a parada pelo atrativo turístico.